# Ammothella uniunguiculata
Ammothella uniunguiculata är en havsspindelart som först beskrevs av Dohrn, A. 1881.  Ammothella uniunguiculata ingår i släktet Ammothella och familjen Ammotheidae. Inga underarter finns listade i Catalogue of Life.